# John Kiprotich
John Kiprotich (* 1989) ist ein kenianischer Langstreckenläufer, der sich auf Straßenläufe spezialisiert hat.
2008 wurde er beim Udine-Halbmarathon hinter seinem Landsmann Benson Kipchumba Barus Zweiter und lief diese Distanz mit einer Zeit von 59:44 Minuten erstmals in unter einer Stunde. Bei den 20 km von Paris belegte er den vierten Platz. 2009 wurde er beim Rotterdam-Halbmarathon Sechster und steigerte seine persönliche Bestleistung auf 59:23 Minuten. Wenige Wochen später gab er beim Frankfurt-Marathon sein Debüt über die Marathondistanz, das für ihn nach 2:15:51 h auf dem 21. Platz endete.
2010 wurde Kiprotich Neunter beim RAK-Halbmarathon und Zweiter bei der Route du Vin. Die Saison 2011 eröffnete im Februar er mit einem vierten Platz beim RAK-Halbmarathon. Im April schaffte er den Durchbruch über die volle Marathondistanz, als er den Vienna City Marathon in 2:08:29 h gewann. Im Herbst wurde er beim Amsterdam-Marathon Siebter.
2012 wurde er Vierter bei Roma – Ostia und jeweils Dritter beim Vienna City Marathon und beim Toronto Waterfront Marathon.
2015 wurde er Fünfter bei Roma – Ostia.

## Persönliche Bestleistungen
- Halbmarathon: 59:23 min, 13. September 2009, Rotterdam
- Marathon: 2:07:08 h, 16. Oktober 2011, Amsterdam